# Volkswagen Polo II
Pour les articles homonymes, voir Volkswagen Polo.
La Volkswagen Polo II est une automobile du constructeur automobile allemand Volkswagen.
Surnommée la « fourmi » par la campagne publicitaire de VW (à la fin de sa carrière), la Polo II est une petite voiture à part entière par les deux types de carrosseries qu'elle propose. La version dite « coach », la première lancée, sera de loin la plus vendue tandis que la version coupé restera en retrait par son prix élevé, surtout au début. Une troisième carrosserie sera commercialisée, sous le nom de Polo Classic ou Derby pour les premiers modèles, qui bénéficie d'un volume trois corps laissant apparaître une grande malle à l'arrière. La petite Polo aura droit à un lifting redynamisant la ligne des années 1980 pour affronter ses quatre dernières années de production avec un design réactualisé et un habitacle davantage à l'image de la finition reconnue à Volkswagen. Si les motorisations gardent sensiblement la puissance des mécaniques du début des années 1980, elles ne sont pas moins modernisées en adoptant un système d'injection électronique d'essence en lieu et place des carburateurs.
La Polo est dotée de moteurs quatre-cylindres en ligne disposés transversalement à l'avant. La culasse est en alliage léger et renferme un arbre à cames a 5 paliers. Les soupapes sont commandées par arbre à cames en tête entraîné par courroie crantée. Le refroidissement est assuré par un circuit d'eau fermé à surpression avec pompe, radiateur, vase d'expansion et ventilateur électrique commandé par thermocontact. La lubrification est assurée aussi en circuit fermé grâce à une pompe suspendue dans le carter d'huile et à un filtre interchangeable.

## Caractéristiques techniques Polo II (86C) de 1982 à 1990
Moteurs essences :
- HZ : 1,05 litre (45 ch) à carburateur de 1982 à 1990
- MH : 1,3 litre (55 ch) à carburateur de 1982 à 1990
- NZ : 1,3 litre (55 ch) à injection multipoint de 1989 à 1990 (édition spéciale de fin de série)
- GK : 1,3 litre (75 ch) à carburateur de 1982 à 1990
- 3F : 1,3 litre (78 ch) à injection multipoint en 1990 (édition spéciale de fin de série)
- PY : 1,3 litre (115 ch) à injection multipoint en 1987 (G40 uniquement)

Moteur Diesel :
- MN : 1,3 litre (45 ch) à injection par pompe de 1982 à 1990

### La Polo G40: une version à part entière
Apparue officiellement en 1987, la Polo G40 ressemble bien à la Polo. Mais ça n'est pas une Polo comme les autres. Fabriquée en présérie en version Polo Cup, elle inaugure un système de suralimentation complexe à mettre en œuvre à l'échelle industrielle : le compresseur G qui doit son nom à la forme des spirales qui le compose pour créer la surpression. La Polo Cup développe un tel couple (pour l'époque) qu'elle peut abattre le 0  à   100 km/h en moins de 9 secondes. Cependant, il s'avère que ces mesures ont été faites par VW avec le compresseur non rodé, ce qui permettrait d'afficher le 0 à 100 en 7,6 s selon un site anglais spécialisé dans la Polo G40[réf. nécessaire]. Son secret, c'est sa légèreté : 830 kg. Le groupe motopropulseur se compose d'un 4 cylindres de 1,3 litre et d'une boîte 5 vitesses bien démultipliée. 115 ch disponibles rapidement, distribués de manière linéaire, voilà de quoi fabriquer en série une sacrée bombe. Et c'est bien sûr ce que va faire Volkswagen dès 1988. Une série de 500 exemplaires, tous noirs, seront destinés à la France, 1 000 autres seront réservés au marché allemand.
Pourquoi la G40 n'est pas une Polo comme les autres :
- La Polo G40, dans sa première version de série, reprend exactement les caractéristiques techniques de la Polo Cup. À savoir le 4 cylindres en position transversale alimenté par une injection électronique multipoint commandée par un calculateur Digifant. Une pompe à essence immergée dans le réservoir d'essence achemine le combustible à un accumulateur sous pression. Cette réserve temporaire est aussitôt exploitée par la pompe de gavage qui pousse l'essence jusqu'aux injecteurs de la rampe moteur.

- Le châssis est propre au modèle bien que dérivé de celui d'origine. La jupe avant est complètement modifiée pour permettre le passage de l'échangeur air-air et des durits d'air. La traverse avant sous le capot a été découpée en trois parties boulonnées pour permettre une intervention aisée en cas de défaillance du compresseur.

- Les trains roulants sont aussi optimisés : suspension rabaissée, pneumatiques taille basse, traverses plus épaisses, barre de torsion tarée plus fort[1], triangles de suspensions entièrement rotulés. Les freins sont évidemment revus par l'adoption de disques ventilés à l'avant avec des étriers plus puissants. Les freins arrière toujours à tambours ont cependant reçu des cylindres de plus grand diamètre. Le circuit de freinage emprunte un compensateur pour une meilleure répartition entre le train avant et l'essieu arrière.

- L'intérieur est partiellement aménagé, de manière assez discrète, en offrant des sièges semi baquets composés de tissus propres à ce modèle, un volant sport à trois branches, un compte tours et une horloge digitale. Seul le liseré rouge encadrant le compteur donne une touche de sportivité dans l'habitacle. Dans le coffre un tapis de sol moquetté spécifique laisse juste ce qu'il faut de place pour laisser passer la roue de secours plus épaisse.

- Le bloc moteur, s'il reste assez familier, n'est pas sans modifications. La distribution, le cache culbuteur, les pistons, l'arbre à cames, les soupapes, tous les accessoires moteurs (radiateur, alternateur, pipes d'admission et d'échappement...) sont spécifiques. La ligne d'échappement est également beaucoup plus imposante. La transmission est assurée par embrayage (de diamètre spécifique) monodisque à sec commandé par câble. La boîte de vitesses parfaitement adaptée aux possibilités du bloc moteur et aussi propre à ce modèle relaie via un différentiel intégré la puissance aux roues avant.

- Extérieurement, les badges peuvent tromper la discrétion du modèle. L'un à l'avant sur la calandre, l'autre derrière sur le hayon, ils sont bien seuls pour rappeler que nous avons affaire à une GT hors norme. Une attention plus poussée permettra de remarquer la présence d'un spoiler avant, de jantes en alliage léger, d'enjoliveurs de poignées noirs et non chromés, d'un saut-vent clipsé sur l'essuie-glace conducteur et d'un pot d'échappement peint en gris sombre à la sortie de l'échappement. Les versions allemandes auront droit à une calandre surlignée de rouge, à l'image des pare-chocs et des bandes latérales de protection.

- L'attrait le plus vif est le système de suralimentation propre à ce modèle, jamais repris en série par une marque concurrente (et abandonné également assez rapidement par VW), comporte un compresseur G entraîné par courroies jumelées prenant leur mouvement par la poulie damper du vilebrequin. Ce compresseur est constitué de deux carters emprisonnant une spirale qui opère par un mouvement excentrique une aspiration forcée de l'air pour restituer la pression maximale de 0,7 bar au moteur. L'air est absorbé au travers d'une cartouche filtrante puis restitué et rafraîchi par l'échangeur air-air sous pression à l'admission, laquelle dispose d'un mécanisme de by-pass régulant en permanence la pression disponible.

## Polo transfer
A la fin de l'année 1986, le carrossier français GRUAU propose à Volkswagen une version utilitaire de la Polo. GRUAU ayant eu précédemment un succès commercial en modifiant la peugeot 205, Le constructeur allemand leur fait confiance après plusieurs maquettes.
Le 26 juin 1987, une production de 1000 Polo Transfer est lancée.
La polo transfer est une Polo dont toute la partie arrière a été revisitée afin d'en faire un véhicule utilitaire. Le coffre possède un volume de 2m3 et un plus grand hayon avec une plus grande vitre. La voiture n'est produite qu'en peinture blanche avec deux bandes bleues sur les côtés avec "transfer" marqué à l'arrière de ces bandes.
Deux motorisations sont possibles : Un moteur 4 cylindres essence de 45 ch avec une boite manuelle à 4 rapports donnant à la voiture une masse à vide de 750 kg produite à 600 exemplaires,
Un moteur diesel de 45 ch avec une boite manuelle à 5 rapports avec une masse à vide de 830kg produite à 400 exemplaires.
Ces deux versions peuvent porter environ 400 kg.
Les lignes d'assemblage du véhicule étaient capables de produire 30 voitures par jour.
La conception de cette version s'est faite en seulement 8 semaines.
Ce véhicule avait pour but de répondre à la demande des clients qui souhaitaient un véhicule utile et chic en même temps, mais eu du mal à conquérir le marché français, si bien que des exemplaires seront vendus en Belgique et en Allemagne,.

## Caractéristiques techniques Polo II restylée (2F) de 1990 à 1994
Carrosseries :
- Berline 3 portes (photo)
- Coupé 2 + hayon

Moteurs essences :
- HZ : 1,05 litre (45 ch) à carburateur de 1990 à 1992
- MH : 1,3 litre (55 ch) à carburateur de 1990 à 1992
- AAU : 1,05 litre (45 ch) à injection monopoint de 1990 à 1994
- AAV : 1,3 litre (55 ch) à injection monopoint de 1990 à 1994
- NZ : 1,3 litre (55 ch) à injection multipoint de 1990 à 1994
- 3F(K) : 1,3 litre (75 ch) à injection multipoint de 1990 à 1994 (catalysée)
- 3F : 1,3 litre (78 ch) à injection multipoint de 1990 à 1994
- PY(K) : 1,3 litre (113 ch) à injection multipoint et compresseur G de 1990 à 1994 (catalysée)

Moteur Diesel :
- 1W : 1,4 litre (48 ch) à injection par pompe de 1990 à 1994